# テルセーラ・フェデラシオン
テルセーラ・フェデラシオン（スペイン語: Tercera Federación、英語: Third Division RFEF）は、スペインのサッカーリーグシステムの5部リーグ。連盟3部とも呼ばれる。
プリメーラ・ディビシオン（リーガとも呼ばれる）、セグンダ・ディビシオン、セミプロ部門のプリメーラ・フェデラシオンとセグンダ・フェデラシオンの下に位置する。 
1929年に第3リーグとして設立され、1977年に第4リーグ、2021年に第5リーグへと下がる。

## 概要
主に国内の自治州をもとに、16チームを18つの自治州ごとのグループに分ける (2021-22シーズンのみ16から21チームで構成されるグループもある)。アマチュアリーグではあるが、クラブの保有選手にはプロ契約を提示できる。記念すべき創設シーズンとなった2021-22シーズンは、18グループを合計して288ものクラブがテルセーラ・フェデラシオンに所属している。基本的に1グループ1自治州となるように構成されているが、クラブ数が多いアンダルシア州は、東アンダルシア州と西アンダルシア州に分割され、前者にはアフリカ大陸にある自治都市であるメリリャのクラブが、後者には同じく自治都市のセウタに本拠地を置くクラブが組み込まれるグループとなる。
競技規則は国内上位リーグと同じである。
各グループの優勝クラブはセグンダ・フェデラシオンへ自動昇格。2位から5位のクラブはその4チーム内で行われるプレーオフの勝者が昇格。降格クラブに関しては、各グループごとで2から7クラブとばらつきがあるが、各グループの最下位は州1部リーグへ自動降格する。